# سقوط سرقسطة (1118)
كانت مملكة أراغون القوية جارة لمملكة سرقسطة العربية من الشمال وقد استطاعت مملكة أراغون أن تنتزع منها بعض قواعدها الشمالية الهامة مثل مونتشون، والمنارة، ووشقة، وبربشتر، ولم يبق لمدينة سرقسطة من قواعدها، سوى تطيلة ولاردة وإفراغة، وثغرها على البحر المتوسط مدينة طرطوشة.

## أحوال سرقسطة قبل السقوط
تولى ولاية سرقسطة الأمير المرابطي أبو بكر بن إبراهيم بن تافلوت المسوفي والي مرسية، وهو ابن عم أمير المسلمين علي بن يوسف بن تاشفين وصهره، فجلس في ولايتها عامين. وكان هذا الأمير من خيرة أمراء الدولة المرابطية، في الكرم والشجاعة، وخلال عهده القصير في سرقسطة أقام بلاطاً فخماً، واستوزر الفيلسوف الشهير أبو بكر بن الصائغ المعروف بابن باجّة، وعاش حياة باذخة، وحوله الأدباء والندماء، وانهمك في الملذات والشراب، رغم ماتعاني منه سرقسطة من ظروف عسكرية حرجة. لكنه مع ذالك، خاض في تلك الفترة مع المسيحيين، بعض المعارك الدفاعية، وكان لهم فيها التفوق على القوات المرابطية. ثم توفي الأمير أبو بكر في عام 510هـ/1116. ووصل خبر وفاته إلى والى مرسية الأمير أبو إسحاق إبراهيم بن يوسف بن تاشفين، أخو أمير المسلمين علي بن يوسف، وسار أبو إسحاق إلى سرقسطة فنظر في شئونها، وضبط كل أحوالها الداخلية، ثم عاد إلى مرسية. لكن أمير المسلمين علي بن يوسف بن تاشفين، لم يعين في تلك الفترة العصيبة على سرقسطة والي جديد عليها، رغم أنه كان متواجداً في الأندلس حينها. وبدلاً من أن يتجه بجيوشه شمالاً إلى موطن الخطر في سرقسطة والثغر الأعلى، قام بغزوات عقيمة في أراضي البرتغال غربي الأندلس، حيث أستعاد مدينة قلمرية، ثم تركها عقب افتتاحها. لكنه بعدها أرسل عبد الله بن مزدلي والى غرناطة ليكون والياً على بلنسية وسرقسطة في أواخر عام 511هـ/1117.

## حصار سرقسطة
قام ملك أراغون ألفونسو الأول، بالضغط على سرقسطة، وينتزع حصونها الأمامية، واستولى على مدينة تطيلة في عام 511هـ/1117، ووصل في أوائل عام 512هـ/1118 إلى موريلا القريبة منها، وكان صدى دعواته الصليبية ضد المسلمين قد وصل إلى الناحية الأخرى من جبال البرنيه في فرنسا، وازدادت الروح الصليبية في فرنسا وفي اسبانيا. وعبرت حملة قوية من الفرنج من أهل بيارن بقيادة جاستون دي بيارن وأخيه سانتولو وكانا قد اشتركا بالمشرق العربي في الحملة الصليبية الأولى. ثم قادوا حملة إلى أسبانيا، لتشترك مع الفونسو الأول في افتتاح مدينة سرقسطة. ثم تم عقد بمدينة تولوز مؤتمر من أساقفة آرل، وأوش، ولاسكار، وبنبلونة، وببشتر، وقرروا فيه أن ترسل حملة صليبية أخرى إلى اسبانيا يقودها الكونت دي تولوز، وحشدت فوق ذلك قوات كبيرة من البشكنس، ومن قطلونية، ومن أورقلة تحت قيادة أمراء هذه المناطق، وكان بين المقاتلين كثير من الأساقفة ورجال الدين.
لم يستطع الوالي الجديد عبد الله بن مزدلي الصمود طويلًا أمام الجيوش المتحالفة، حيث سرعان مافرض ألفونسو الأول ملك أراغون الحصار على سرقسطة، حيث بدأ في شهر صفر 512هـ/مايو1118. وكان عدد الجيش المسيحي المحاصر لسرقسطة نحو خمسين ألف، معظمهم من الفرنسيين والفرنج. ثم سارع أمير المرابطين علي بن يوسف بالكتابة إلى أمراء الأندلس بالمسير إلى أخيه تميم بن يوسف بن تاشفين، وكان واليًا على شرق الأندلس، ليسيروا معه لاستنقاذ مدن سرقسطة ولاردة، وسار تميم إلى سرقسطة وخاض معارك عدة مع جيش ألفونسو الأول هناك، حيث اشتبكوا عند لاردة في موقعة شرسة، وأنزل المسلمين بالمسيحيين هزيمة قاسية. لكن الأمير تميم بن يوسف بعد ذلك أدرك استحالة الحفاظ على سرقسطة في ظل إحاطة جميع الممالك المسيحية بها، مما اضطر إلى أن يعود إلى ولايته في بلنسية، ويترك أهل سرقسطة لمصيرهم. ووقع خلال الحصار الذي استمر سبعة أشهر، معارك شرسة بين المسلمين والمسيحيين، حيث اشترك فيها عبد الله بن مزدلي، آخر ولاة سرقسطة المسلمين، بقواته في هذه المعارك وأبلى فيها. وخلال ذلك الحصار مرض الأمير عبد الله بن مزدلي، ثم توفي، وتم كتم خبر وفاته إلى عدة أيام، حتى لايعلم به ملوك المسيحيين، حتى أذيع خبر وفاته، وكان له الأثر السيئ على جميع من في المدينة، ومع اشتداد الحصار والجوع والمرض بأهل المدينة اضطروا للتسليم مقابل الأمن والسلامة لأنفسهم وأموالهم، وتم تسليم المدينة بمعاهدة في يوم الأربعاء في 3 رمضان 512هـ/18 ديسمبر 1118.
فدخلها ملك أراغون بعساكره محفوفًا برسوم الأبهة والجلال، وفيما هو يحتل قصورها وثكناتها، ويحوِّل مسجدها الجامع إلى كاتدرائية، وهاجر بعدها كثير من المسلمين من سرقسطة، فمنهم من ذهب إلى مرسية أو بلنسية.
ثم جعل الملك ألفونسو الأول سرقسطة عاصمة لمملكته، وانهارت سرقسطة وهي تعتبر القاعدة الثانية من كبريات القواعد العربية في الأندلس بعدما لبثت أربعمائة سنة حصنًا ركينًا من حصون المسلمين.